# Kabupaten Sikka
Kabupaten Sikka är ett kabupaten i Indonesien.   Det ligger i provinsen Nusa Tenggara Timur, i den sydöstra delen av landet, 1 700 km öster om huvudstaden Jakarta. Antalet invånare är 300 328. Arean är 1 732 kvadratkilometer.
Terrängen i Kabupaten Sikka är varierad.